# ニュースウオッチ9
『ニュースウオッチ9』（読み：ニュースウオッチナイン、英語：NEWS WATCH 9）は、NHK総合テレビジョンで月曜日から金曜日の21時台（JST）に生放送されている『NHKニュース』の報道番組。略称は「ウオッチ9」、「NW9」。

## 概要
『NHKニュース10』が2000年3月からスタートしたことに伴い、1993年4月から放送されていた『NHKニュース9』の放送時間はそれまでの30分から15分に縮小しストレートニュースの形式になったが、2006年3月でその『NHKニュース10』が終了することになり、6年ぶりの平日21時台の大型報道番組として2006年4月3日からスタートした。21時台の1時間の報道番組としては、1993年3月まで放送されていた『NHKニュース21』以来13年ぶりとなる。
当初のキャッチコピーは「ただいま、夜9時、ニュースです。」。これは、13年ぶりに1時間枠の報道番組が復活したことと、21時台の帰宅の時間に合わせてニュースを放送する、という意味となっている。
番組開始にあたり、『NHKニュース10』の流れを引き継いで次の4つを重点に置き、その日一日の日本と世界で起こった様々な出来事を的確に伝えていく事を目指している。
1. 視聴者が納得できるニュース
2. 本音で伝えていくニュース
3. 国際的視野のあるニュース
4. キャンペーンニュース

『NHKニュース9』と同様、リアルタイム字幕放送を実施している。また副音声では、『NHKニュース7』と同様に英語同時通訳による2か国語放送も実施している。
開始当初のメインキャスターはNHK解説委員の柳澤秀夫とNHKアナウンサーの伊東敏恵。スポーツキャスターは同じくNHKアナウンサー（いずれも担当当時）の青山祐子、気象情報は気象予報士の平井信行が務めた。2006年6月中旬から視聴者の要望によりオープニングCGが廃止されたのと同時に気象情報BGMも変更。番組として改めて再スタートを切ることとなった。2007年10月、柳澤が急病のため、番組を降板。ピンチヒッターとして藤澤秀敏が半年間、伊藤敏恵と共に番組進行を続けた。
2008年度にメインキャスターが交代。新たなキャスターは社会部出身の田口五朗とそれまでスポーツキャスターだった青山、スポーツキャスターは一柳亜矢子が担当。
2010年度からは政治部記者の大越健介がメインキャスターに就任。番組内ではニュースのまとめとして政治色を絡めつつ大越自身の意見を述べると言う、歴代のNHKニュースでは異例のスタイルとなり度々話題を呼んだ。
2010年7月5日から、NTSC（アナログ放送、NHKワールド・プレミアム）もレターボックス16:9での生放送となる（7月2日までは4:3コンバート）。
2011年度、井上あさひがメインキャスターに就任。同時に出演者の半数が入れ替わり、番組開始以来初のロゴ変更とキャッチコピー変更、そしてスタジオセットのリニューアルを実施した。当初は3月28日からの予定だったが、東北地方太平洋沖地震（東日本大震災）により3月12日から暫く土曜も放送を行ったことなどもあり、キャスター交代は一週間遅れの4月4日から、セットやタイトルロゴのリニューアルは2ヶ月以上先送りの5月23日からとなった。
2015年度より、キャスターを一新。新たな顔触れはアメリカ、中東・アフリカと15年以上もの海外特派員歴を持ち、2011年度から1年間BSの国際報道番組ワールドWaveトゥナイトのアンカーを務めるなど長年の国際経験が豊富な河野憲治と、2010年から朝のNHKニュースおはよう日本のキャスターを担当していた鈴木奈穂子、スポーツには2013年からフィールドキャスターを務めていた佐々木彩が就任。
2016年度から2021年度まで、火曜日 - 木曜日（※月曜日は2018年度まで）では終了後はステブレレスで後続の『クローズアップ現代+』へ接続することから、終了時のテロップが「つづいて クロ現＋◯◯◯（今日の内容）」となっていた。
2017年度、前年から『ニュースチェック11』にてメインキャスターを務めていた有馬嘉男と桑子真帆がメインキャスターに就任。そのため、2人の掛け合いテイストが継続されている。また、他のニュース番組のメインキャスターからの2人同時異動は、番組初であった。一方、スポーツ担当は番組開始以来初の男性アナウンサー一橋忠之を起用。
2020年3月2日から、NHKプラスで同時ネット配信と見逃し配信を開始した。
2020年度、『NHKニュースおはよう日本』メインキャスターの和久田麻由子と当番組の桑子がトレードするかたちで、桑子は『おはよう日本』に異動。桑子の後任として和久田が当番組を担当する。その他のキャスターは全員続投。なお、当初は、桑子の降板と同時に有馬も降板する予定だったが、和久田を育てて欲しいと制作側の意向により、有馬は続投となった。また、それまで同時間帯に放送された『ニュースセンター9時』の放送年数である14年を超え、NHK総合テレビ平日夜の大型ニュース枠で歴代最長となった。
2021年3月26日で有馬が降板。後任に元ワシントン支局長の田中正良が就任。
2022年4月改編で、同年4月2日より土曜日にも大型ニュース枠を新設。後続の22時枠で放送されている『サタデースポーツ』と統合し、タイトルも『サタデーウオッチ9』として1時間枠での放送となる。併せて、平日版もリニューアルを実施。メインキャスターは、前年度から引き続き田中が担当する一方で、和久田が第一子妊娠のため降板し、後任に、青井実と山内泉が就任した。これにより、『ニュースセンター9時』後期（木村太郎・宮崎緑時代）から一時期を除いて、男女2人体制を維持してきたが、今回のリニューアルで、記者1人、アナウンサー2人の計3人体制となった。
2023年4月改編で、1年間メインキャスターを務めた山内が『NHKニュース7』へ異動のため降板。後任として『ニュース7』から異動となる林田理沙が就任する。田中・青井は続投。しかし、2024年1月17日に青井がNHKを退職しフリーアナウンサーへの転向を検討していると日刊スポーツが報じたことから、青井は同日放送分をもって、本人からの申し出により事実上降板。その後、青井は同年2月にNHKを退職し、同年4月からフジテレビの夕方ニュース番組『Live News イット!』のキャスターに就任することになった。
2024年度より、キャスターを一新。新たな顔触れは政治部記者やワシントン支局記者などで取材してきた広内仁、福島局記者をはじめ事件・事故・災害といった現場を数多く取材してきた佐藤真莉子、2019年度から2021年度までフィールドリポーターを担当した星麻琴が就任。今回のリニューアルで、記者2人、アナウンサー1人の計3人体制となった。
2025年4月改編で1年間メインキャスターを務めた佐藤が『NHKワールド』に異動するため降板し、後任として『おはよう日本』から移動となる野口葵衣がプレゼンターとリポーター名義で就任。今回のリニューアルで記者1人、アナウンサー2人の計3人体制となり、2023年度以来2年ぶりに戻った。

### 祝日の放送に関して
NHKは平日（祝日を除く月曜日から金曜日）と祝日で別編成を組む事が多い中、2017年度まで祝日も通常編成を組んできた。2018年度からは祝日は放送時間を短縮するか通常通り放送する。
当初放送休止を予定していた日に、新型コロナウイルス報道などで急遽放送を決めるケースは以下の通り。
- 2018年7月16日（海の日） - 平成30年7月豪雨（西日本豪雨）の被害状況の続報を報じるため、通常編成に戻した[注 5]。
- 2019年10月14日（体育の日） - 令和元年東日本台風（台風19号）の被害状況を報じるため21:00 - 21:40の枠で放送[注 6]。
- 2020年2月11日（建国記念の日） - 新型コロナウイルス感染拡大やアメリカ大統領選挙、野村克也死去のニュースを中心に21:00 - 21:43の枠で放送[注 7]。
- 2020年2月24日（天皇誕生日の振替休日） - 通常編成[注 8]。
- 2020年4月29日（昭和の日）・5月4日（みどりの日）-通常編成。
- 2020年5月5日（こどもの日）・5月6日（振替休日） - 21:00 - 21:50の枠で放送｡
- 2020年11月3日（文化の日） - アメリカ大統領選関連報道のため、通常編成。
- 2021年1月11日（成人の日）、同年2月11日（建国記念の日）、同年2月23日（天皇誕生日） - 21:00 - 21:30の枠で放送。
- 2021年4月29日（昭和の日）・5月3日（憲法記念日） - 5月5日（みどりの日） - 通常編成。
- 2021年7月22日（海の日） - 22:00 - 22:30に放送[注 9][8][9]。

### 番組キャッチコピー
- 2006年度 ・ 2007年度：「ただいま、夜9時、ニュースです。」
- 2008年度 ・ 2009年度：「よる9時の本音。」
- 2010年度 - 2011年5月20日：「あすに、つながる。」
- 2011年5月23日 - 2015年度：「そのニュース、核心はどこだ。」
- 2016年度：「きょうがわかる、明日が見える。」
- 2017年度 - 2019年度：「そもそも、を知りたい。わかったふりはしない。」
- 2020年度：「あなたの"わかりたい"にこたえたい」
- 2021年度：「明日のために、今日をよむ。」
- 2022年度：「ニュースも、角度を変えると発見がある。」
- 2023年度：「伝える。深く、ひたむきに。」
- 2024年度：「とどける。いまを、深く。」
- 2025年度：「いまを映す、いまを読み解く」

## 現在の出演者
特記なしは協会本部メディア総局アナウンス室所属アナウンサー。

### メインキャスター
- 広内仁（報道局所属記者）（2024年4月1日 - ）
- 星麻琴（2024年4月1日 - ）
- 野口葵衣（2025年3月31日 - 、プレゼンター名義）

※広内がスタジオ外からの出演、あるいは休演する場合、代理の出演者は無いが、星が休演する場合は林田理沙が代演している。

### 気象情報
- 斉田季実治（2016年3月28日 - ）
- 久保井朝美（2023年度から祝日担当）

### リポーター
- 竹野大輝（2024年4月2日 - ）
- 菅谷鈴夏（2024年4月3日 - ）
- 押尾駿吾（2025年3月31日 - ）
- 姫野美南（2025年3月31日 - ）
- 野口葵衣（2025年3月31日 - ）

### スポーツコーナー
- 吉岡真央（2023年4月3日 - ）

### ニュースリーダー・ナレーション
- 八田知大（2024年4月8日 - ：隔週月 - 水曜日／木 - 金曜日）※23時40分のニュース・気象情報も兼務。
- 角谷直也（2024年4月11日 - ：隔週月 - 水曜日／木 - 金曜日）※23時40分のニュース・気象情報も兼務。
- 金子峻（2024年9月23日 - ：隔週月 - 水曜日／木 - 金曜日）※23時40分のニュース・気象情報も兼務。
- 岩野吉樹（2025年4月 - ：隔週月 - 水曜日／木 - 金曜日）※23時40分のニュース・気象情報も兼務。
- 細谷翠（2021年春頃 - ) [10]（隔週月曜・火曜担当）
- 福永美春（2021年秋頃 - ) [11]（隔週火曜・毎週金曜担当）
- 長谷川静香（2022年4月 - ）[12]（隔週月曜・毎週水曜・木曜担当）

スポーツコーナーナレーション
- 八塚浩[注 10]

## 歴代の出演者
| 期間 | 期間       | メインキャスター                    | メインキャスター                      | スポーツキャスター                | 気象情報                     | リポーター | リポーター | リポーター | リポーター | リポーター |
| 期間 | 期間       | 男性                                | 女性                                  | スポーツキャスター                | 気象情報                     | 男性       | 男性       | 男性       | 女性       | 女性       |
| --- | ---------- | ----------------------------------- | ------------------------------------- | --------------------------------- | ---------------------------- | ---------- | ---------- | ---------- | ---------- | ---------- |
| 2006.4.3 | 2007.10.31 | 柳澤秀夫                            | 伊東敏恵                              | 青山祐子                          | 平井信行                     | 堀潤       | 堀潤       | 堀潤       | 安部みちこ | 安部みちこ |
| 2007.11.1 | 2007.11.16 | （不在）                            | 伊東敏恵                              | 青山祐子                          | 平井信行                     | 堀潤       | 堀潤       | 堀潤       | 安部みちこ | 安部みちこ |
| 2007.11.19 | 2008.3.28  | 藤澤秀敏                            | 伊東敏恵                              | 青山祐子                          | 平井信行                     | 堀潤       | 堀潤       | 堀潤       | 安部みちこ | 安部みちこ |
| 2008.3.31 | 2009.3.27  | 田口五朗                            | 青山祐子                              | 一柳亜矢子                        | 平井信行                     | 堀潤       | 堀潤       | 堀潤       | 荒木美和   | 荒木美和   |
| 2009.3.30 | 2010.3.26  | 田口五朗                            | 青山祐子                              | 一柳亜矢子                        | 平井信行                     | 堀潤       | 堀潤       | 高井正智   | 田代杏子   | 田代杏子   |
| 2010.3.29 | 2011.4.1   | 大越健介                            | 青山祐子                              | 一柳亜矢子                        | 平井信行                     | 小澤康喬   | 小澤康喬   | 高井正智   | 田代杏子   | 田代杏子   |
| 2011.4.4 | 2012.3.30  | 大越健介                            | 井上あさひ                            | 廣瀬智美                          | 井田寛子                     | 小澤康喬   | 小澤康喬   | 高井正智   | 松村正代   | 松村正代   |
| 2012.4.2 | 2013.3.29  | 大越健介                            | 井上あさひ                            | 廣瀬智美                          | 井田寛子                     | 小澤康喬   | 小澤康喬   | 井上裕貴   | 松村正代   | 松村正代   |
| 2013.4.1 | 2014.3.28  | 大越健介                            | 井上あさひ                            | 廣瀬智美                          | 井田寛子                     | 松田利仁亜 | 松田利仁亜 | 井上裕貴   | 佐々木彩   | 佐々木彩   |
| 2014.3.31 | 2015.3.27  | 大越健介                            | 井上あさひ                            | 廣瀬智美                          | 井田寛子                     | 児林大介   | 児林大介   | 井上裕貴   | 佐々木彩   | 佐々木彩   |
| 2015.3.30 | 2016.3.25  | 河野憲治                            | 鈴木奈穂子                            | 佐々木彩                          | 井田寛子                     | 児林大介   | 児林大介   | 三條雅幸   | 田中泉     | 田中泉     |
| 2016.3.28 | 2017.3.31  | 河野憲治                            | 鈴木奈穂子                            | 佐々木彩                          | 斉田季実治                   | 伊藤海彦   | 伊藤海彦   | 三條雅幸   | 田中泉     | 田中泉     |
| 2017.4.3 | 2018.3.30  | 有馬嘉男                            | 桑子真帆                              | 一橋忠之                          | 斉田季実治                   | 伊藤海彦   | 伊藤海彦   | 栗原望     | 保里小百合 | 保里小百合 |
| 2018.4.2 | 2019.3.29  | 有馬嘉男                            | 桑子真帆                              | 一橋忠之                          | 斉田季実治                   | 高橋篤史   | 今井翔馬   | 栗原望     | 上原光紀   | 上原光紀   |
| 2019.4.1 | 2020.3.27  | 有馬嘉男                            | 桑子真帆                              | 一橋忠之                          | 斉田季実治                   | 高橋篤史   | 今井翔馬   | 深川仁志   | 星麻琴     | 星麻琴     |
| 2020.3.30 | 2020.4.6   | 有馬嘉男                            | 和久田麻由子                          | 一橋忠之                          | 斉田季実治                   | 八田知大   | 松苗竜太郎 | 深川仁志   | 星麻琴     | 星麻琴     |
| 2020.4.7 | 2020.4.24  | 有馬嘉男                            | 和久田麻由子                          | 一橋忠之                          | 斉田季実治 平野有海 福岡良子 | 八田知大   | 松苗竜太郎 | 深川仁志   | 星麻琴     | 星麻琴     |
| 2020.4.27 | 2020.5.26  | 有馬嘉男（隔週）1 一橋忠之（隔週）1 | 和久田麻由子（隔週）1 星麻琴1         | （女性メインと一橋忠之が兼務）    | 斉田季実治 平野有海 福岡良子 | 八田知大   | 松苗竜太郎 | 深川仁志   | （不在）   | （不在）   |
| 2020.5.27 | 2020.6.12  | 有馬嘉男                            | 和久田麻由子                          | 一橋忠之                          | 斉田季実治 平井信行          | 八田知大   | 松苗竜太郎 | 深川仁志   | 星麻琴     | 星麻琴     |
| 2020.6.15 | 2021.1.8   | 有馬嘉男                            | 和久田麻由子                          | 一橋忠之                          | 斉田季実治                   | 八田知大   | 松苗竜太郎 | 深川仁志   | 星麻琴     | 星麻琴     |
| 2021.1.11 | 2021.3.19  | 有馬嘉男                            | 和久田麻由子                          | 一橋忠之                          | 斉田季実治2 平野有海2        | 八田知大   | 松苗竜太郎 | 深川仁志   | 星麻琴     | 星麻琴     |
| 2021.3.22 | 2021.3.26  | 有馬嘉男                            | 和久田麻由子                          | 一橋忠之                          | 斉田季実治3                  | 八田知大   | 松苗竜太郎 | 深川仁志   | 星麻琴     | 星麻琴     |
| 2021.3.29 | 2021.4.23  | 田中正良                            | 和久田麻由子                          | 田所拓也                          | 斉田季実治3                  | 八田知大   | 漆原輝4    | 中道洋司   | 星麻琴     | 星麻琴     |
| 2021.4.26 | 2021.6.18  | 田中正良                            | 和久田麻由子                          | 田所拓也                          | 斉田季実治5 平野有海5        | 八田知大   | 漆原輝4    | 中道洋司   | 星麻琴     | 星麻琴     |
| 2021.6.21 | 2021.7.16  | 田中正良                            | 和久田麻由子                          | 田所拓也                          | 斉田季実治6                  | 八田知大   | 漆原輝4    | 中道洋司   | 星麻琴     | 星麻琴     |
| 2021.7.19 | 2021.8.13  | 田中正良                            | 星麻琴7                               | 田所拓也                          | 斉田季実治6                  | 八田知大   | 漆原輝4    | 中道洋司   | 畠山衣美   | 畠山衣美   |
| 2021.8.16 | 2022.2.2   | 田中正良                            | 和久田麻由子                          | 田所拓也                          | 斉田季実治6                  | 八田知大   | 漆原輝4    | 中道洋司   | 星麻琴     | 星麻琴     |
| 2022.2.3 | 2022.3.04  | 田中正良（隔週） 田所拓也（隔週）   | 和久田麻由子（隔週）8 星麻琴（隔週）8 | （女性メインと田所拓也が兼務）    | 斉田季実治6                  | 八田知大   | 漆原輝4    | 中道洋司   | （不在）   | （不在）   |
| 2022.3.7 | 2022.4.1   | 田中正良                            | 和久田麻由子9                         | 田所拓也                          | 斉田季実治6                  | 八田知大   | 漆原輝4    | 中道洋司   | 星麻琴     | 星麻琴     |
| 2022.4.4 | 2022.9.30  | 田中正良 青井実                     | 山内泉                                | 高栁秀平（隔週） 豊島実季（隔週） | 斉田季実治6                  | 藤重博貴   | 高栁秀平   | 中道洋司   | 吉岡真央   | 豊島実季   |
| 2022.10.3 | 2023.3.31  | 田中正良 青井実                     | 山内泉                                | 豊島実季（隔週） 早坂隆信（隔週） | 斉田季実治6                  | 藤重博貴   | 矢崎智之   | 中道洋司   | 吉岡真央   | 豊島実季   |
| 2023.4.3 | 2024.1.17  | 田中正良 青井実                     | 林田理沙                              | 吉岡真央                          | 斉田季実治 久保井朝美10      | 藤重博貴   | 矢崎智之   | 矢崎智之   | 畠山衣美   | 豊島実季   |
| 2024.1.18 | 2024.3.29  | 田中正良                            | 林田理沙                              | 吉岡真央                          | 斉田季実治 久保井朝美10      | 藤重博貴   | 矢崎智之   | 矢崎智之   | 畠山衣美   | 豊島実季   |
| 2024.4.1 | 2025.3.28  | 広内仁                              | 佐藤真莉子 星麻琴                     | 吉岡真央                          | 斉田季実治 久保井朝美10      | 竹野大輝   | 矢崎智之   | 矢崎智之   | 畠山衣美   | 菅谷鈴夏   |
| 2025.3.31 | 現在       | 広内仁                              | 星麻琴 野口葵衣11                     | 吉岡真央                          | 斉田季実治 久保井朝美10      | 竹野大輝   | 押尾駿吾   | 押尾駿吾   | 姫野美南   | 菅谷鈴夏   |
| - 夏季休暇などで上記担当者が出演できない場合はほかの出演者が代理で担当、もしくは地方局のアナウンサーがリリーフ出演。 - 柳澤・藤澤はNHK解説委員、田口・大越・河野・有馬・田中・広内・佐藤はNHK報道局記者、気象キャスターは全員気象予報士（いずれもキャスター在籍当時）。それ以外の者は、出演当時の者を含めて全員NHKアナウンサー。 - 柳澤は肺癌により改編期を待たずに出演休止、その後降板。藤澤就任までは、伊東が単独で進行するか、報道局各部の部長が週替わりで代理を務めた。 - 安部・荒木両名については「フィールドリポーター」としての位置づけがなされており、基本的にスタジオ出演はせず。田代以降は内容によりスタジオ出演の機会も増えた。 - 2011年4月からの女性出演者のうち、井上・廣瀬・松村は同期入局組（2004年）でもある。 - 1 緊急事態宣言によるメインキャスター隔週2班制に伴う措置。グループAが有馬＆星、グループBが一橋＆和久田。グループBで放送する場合、有馬が別室から出演する場合があった。 - 2 新型コロナウイルスの再流行により、1月8日に東京都に改正新型インフルエンザ等対策特別措置法に基づく緊急事態宣言が再発令された事を受け、週前半は斉田、週後半は平野が、『ニュースシブ5時』と『ニュース7』、当番組の1日3番組を担当する。 - 3 新型コロナウイルスの再流行により、1月8日に東京都に改正新型インフルエンザ等対策特別措置法に基づく緊急事態宣言が再発令されていたがこの日解除された事を受け、1月8日以前の体勢に戻る。 - 4 正式就任を前に、広島局在職中の3月8日にも出演。 - 5 新型コロナウイルスの再流行により、4月25日に東京都に改正新型インフルエンザ等対策特別措置法に基づく3回目の緊急事態宣言が発令された事を受け、週前半は斉田、週後半は平野が、『ニュース7』と当番組の1日2番組を担当する。 - 6 緊急事態宣言が6月21日に解除された事を受け、4月23日以前の体制に戻る。 - 7 和久田が2020年東京オリンピック中継のスタジオ進行の司会（主に夜間帯）を務めた為。 - 8 新型コロナウイルス感染拡大による感染対策のためメインキャスター交替制の為。 - 9 新型コロナウイルスを強化した上で2022年2月2日以前の体制に戻った為。 - 10 祝日のみ出演。ただし、重大な気象事案発生時や 斉田季実治 の休みの時には、祝日以外に出演する場合がある。 - 11“プレゼンター・リポーター”名義。 |            |                                     |                                       |                                   |                              |            |            |            |            |            |

ナレータ―
- 福井慎二（2006年4月3日 - 2008年6月13日〈1度目〉、2011年6月27日 - 2016年3月25日〈2度目〉）
- 和田源二（2008年6月16日 - 2011年6月24日）
- 阪田陽子（2009年3月30日 - 2016年3月25日、2019年1月 - 2019年3月）
- 小見誠広（2016年3月28日 - 2017年3月31日）
- 墨屋那津子（2016年3月28日 - 2017年3月31日）
- 中山庸介 （2017年4月3日 - 2018年3月23日）[‡ 1]
- 奥村奈津美（2017年4月3日 - 2018年12月28日）[14]
- 秋山千鶴（2019年1月 - 2019年3月）
- 篠原恵美（2019年4月 - 2021年4月1日）
- 鈴木実森（2019年4月‐2021年6月30日）
- 滑川和男 （2018年4月2日 - 2020年3月27日）[‡ 1]

1. 1 2  ニュースリーダーも兼務していた。

ニュースリーダー
- 福井慎二（2006年度）[‡ 1]
- 野村正育（2007年度）[‡ 2]
- 金子哲也（2008年度）[‡ 2]
- 藤井彩子（2009年度）[‡ 2]
- 出山知樹（2010年度）[‡ 3][‡ 4]
- 坂本朋彦（2011年度）[‡ 3][‡ 4]
- 金子哲也（2012年度）
- 真下貴（2013年度）[‡ 4]
- 西東大（2014年度）[‡ 4]
- 小見誠広（2015年度）[‡ 4]
- 森田洋平（2016年度）[‡ 4]
- 永井克典（2017年度、2018年度）[‡ 4]
- 糸井羊司（2019年度 - 2021年度）[‡ 4]
- 佐藤龍文（2021年7月 - 2022年度[注 12]）
- 小澤康喬（2020年度 - 2023年度[注 13][注 14]）
- 深川仁志（2023年度[注 13][注 15]）
- 江原啓一郎（2023年度[注 13]）
- 利根川真也（2022年度 - 2024年9月[注 16]）
- 片山智彦（2024年度）

1. ↑  2006年度は午前1時からの放送日付上の最終版ニュースを担当する宿直アナ（原則男性）が担当。
2. 1 2 3  野村から藤井まで『きょうのニュース&スポーツ』を兼務。
3. 1 2  出山・坂本は22:50 - 22:55の関東甲信越ローカルニュースを兼務（2012年度以降は金曜を除いて福井が担当）。
4. 1 2 3 4 5 6 7 8  出山は『NHKニュース（午前0時）』、坂本は『NHKニュース24』、真下から小見まで『NEWS WEB』、森田と永井は『ニュースチェック11』を兼務。また、2018年度の永井は月曜日の『首都圏ニュース845』も兼務。

その他
- 豊崎愛生（声優） - 2011年の一時期、気象情報で「春ちゃん」の声を担当。

## 演出

### タイトルロゴ・オープニング映像
初代：2006年4月3日 - 2011年5月20日
- 左側に2段組みで「News」「Watch」、右側に大きく「9」。
- 「9」は■赤・■黒・■灰色[注 17]で書かれた物が重なった手書き風のデザインとなっている。
- 画面中央で人間の眼が開くと色々な目の形が次々と映り、3色の線と「News Watch」のロゴが画面左右から登場。その際、「News Watch」とタイトルコール。この人間の眼を映した映像は初回から視聴者からの苦情が相次いで来ていたため、2006年6月上旬までの使用となった。同年6月中旬以降はニュース映像をバックの右下にCGでタイトルロゴを表示[注 18]。

2代目：2011年5月23日 - 2015年3月27日
- すべてゴシック体で「news」「Watch」「9」。
- 「9」（白）は丸みを帯びた正方形に収められており、配色は左側と「9」の空白部分は■濃いオレンジ、右側は■黒である。
- ロゴ左端には■濃いオレンジ色をした丸みを帯びた長方形が付く。
- 長方形と正方形右側の下半分、正方形左側の上半分には幾つかの薄い円が描かれている。
- 2012年3月30日までは、タイトルロゴが画面左下に常時入っていた[注 19]。その後、2014年3月31日より、今度は画面左上にタイトルロゴが常時表示されるようになった[注 20]。
- ニュース映像をバックにアタック音を流してタイトルロゴを表示[注 21]。
- この時期、「プレミアムウォッチ」と題した特集があった[15]。

3代目：2015年3月30日 - 2017年3月31日
- すべてゴシック体で「news watch」「9」。
- 「news」の「n」、「watch」の「w」、カラフルな「9」の文字が大きめに配置され、「nw」の下に「news watch」と少し小さめの文字で配置されている。この代よりオープニング映像に初めてヘッドラインが付いた。
- 2015年度 ホワイトバックに青い豆粒が爆発した後、人が駆け足するシルエットが右から左へ向かうと同時にニュースに関連する【war／education／story／terrorism／ecology／resucue／science／ecomnomy／disaster／honor／people／crieme／accident／life】の文字がカラフルな帯の中で流れる中でヘッドラインを2項目流す。その後バックのCGが真ん中の右から左に捲れるのと同時にスタジオが映り、画面中央からタイトルロゴが現れる。
- 2016年度　桃色をバックに沢山のカラフルな「9」の球体が正面高速で進むと同時に画面が切り替わり、画面中央の「9」の球体が旋風状態になりながらタイトルロゴを完成させる[注 22]。

4代目：2017年4月3日 - 2020年3月27日
- 紙をめくるシーンをイメージしたデザインとなっている。セリフ体の「NEWS WATCH」に「9」の文字が配置されている。
- 「NEWS WATCH」は■緑色の文字で、「9」は■青緑色で「9」の内側にある円の中に■緑色の輪が入っている。
- 日めくりの後ろに、影をあしらった■緑色の四角とその後ろに■黄色の四角が微妙にずらして配置されている。
- スタジオをバックに画面右下にタイトルロゴを表示。

5代目：2020年3月30日 - 2022年4月1日
- 4代目のマイナーチェンジ版。2021年度までは緑の枠の中に白い文字、2022年度は緑白反転したデザイン。
- グリーンをバックに右下からオレンジのレーザーが左上に行くと同時に画面が正面に切り替わり、オレンジのレーザーが【9】の球体の形に近づき、画面右に白文字でタイトルロゴを表示。暫くするとCGか捲れ、スタジオ周辺をタイトルロゴを一定時間残しながら映す。
- テーマ音楽は、2020年度と2021年度でアレンジが異なっており、20年度はバイオリンを主旋律とした曲、21年度はピアノを主旋律とした曲となっていた。

6代目：2022年4月4日 -
- この代から、タイトルロゴの表示位置が、他の時間帯のニュース番組と同様、画面左下に統一された。
- 『NHK NEWS』の共通ジングルが流れた後、スタジオをバックに画面左下にタイトルロゴを表示。
- 2022年11月14日からは共通ジングルの後、ヘッドライン形式でニュースが3項目流れスタジオを表示。
- 2023年4月3日放送分からユニバーサル・デザイン導入に伴い、番組内で表示されていた独自のアイコンやテロップなどが廃止され、『NHKニュース』や『NHKニュース7』など、他の報道番組と統一になった[16]。

### スタジオセット
- 初代：2006年4月3日 - 2007年3月30日

NC-AフロアおよびNC-Bフロア間を仕切る形で、カラフルな壁やランダムに変色する柱を設置した明るめなセット。柳澤→藤澤・伊東のキャスター席後方には、太い柱の電飾が置かれていた。
- 2代目：2007年4月2日 - 2008年3月28日

先代のセットを一部改装。柱の電飾が白、壁は濃いオレンジやクリーム色に変更。初代に比べてやや暗めになった。
- 3代目：2008年3月31日 - 2010年3月26日

先代同様フロア間を仕切る形だが、仕切る位置が少し奥にずれて広くなったスペースを活かしたスタジオの面積を最大限活用した大掛かりなセットでNC-A.Bフロアの中央にあたる(現在のNC-A.Bフロア中央に設置されてある巨大モニターの反対側の場所)。キャスターテーブルと椅子は先代までの物を流用した他、同時期のNC-Bフロアの『NHKニュースおはよう日本』のスタジオセットもセットの一部として使われた(現在の湾曲モニターセットにあたる場所)。田口・青山→大越・井上のキャスター席後方に置かれた透明な壁にタイトルロゴと白い地球のCG映像が映し出される他、仕切り板にも「9」のロゴがあしらわれている。壁の色は白や濃い茶色で、2代目に比べて暗めである。なお、2009年春に気象情報などで使うモニター画面のついた壁がマイナーチェンジされた。この代まで、スポーツキャスターはキャスター席の脇に立って伝えていた。
- 4代目：2010年3月29日 - 2011年5月20日

先代のセットを一部改築。先述した地球のCG映像部分がランダムに放たれるオレンジ色の物体に変わった他、壁の茶色い部分は金色、キャスターテーブルと床は白に変更。3代目よりもやや明るくなった。これ以降、スポーツキャスターはキャスター席の右端から伝えるようになった。またこの代まで、スタジオセットとキャスター席は『サンデースポーツ』と共用していた。
- 5代目：2011年5月23日 - 2013年3月29日

大規模リニューアル。大越・井上のキャスター席後方に、ロゴマークの「9」を模したアナログ時計が付いた白い大きな木や「news Watch 9」のロゴマークが書かれた透明な柱が設置されている。400インチの巨大モニター導入とセットの大型化により、先代まで用いられていたフロア間を仕切る形式は廃止された。
- 6代目：2013年4月1日 - 2014年3月28日

白い壁の中央にオレンジの太い横線と「9」のロゴが入った、明るくコンパクトなセット。スタジオは『NEWS WEB』と共用している。
- 7代目：2014年3月31日 - 2015年3月27日

先代のセットを一部改装。太い横線が透明、灯りの「9」部分が白に変更。6代目よりやや明るめである。
- 8代目：2015年3月30日 - 2016年3月25日

黄色と白、紫色を多用したセット。
- 9代目：2016年3月28日 - 2017年3月31日

先代のセットを一部改装。壁の色がクリーム色や赤紫に変更。湾曲した大型のモニターが新設され、一部のニュースなどはこの大型モニターを使用している。
- 10代目：2017年4月3日 - 2020年3月27日

緑色を基調とした木目調のセット。置き物が多く置かれている点や木をふんだんに使用しており、同時期の『シブ5時』とよく似たセットになっている。2017年10月と2018年4月にセットがマイナーチェンジされている。
- 11代目：2020年3月30日 - 2022年4月1日

　　木がふんだんに使用されているセットに変更となった。
- 12代目：2022年4月4日 - 2023年3月31日

　　3人体制となり、白と緑を基調としている。
- 13代目：2023年4月3日 - 現在

　　キャスター席が湾曲した大型モニター前に設置された。「NHKニュースおはよう日本」と同じようになった。以前のキャスター席にあった場所に大型モニターが設置されている。

### 歴代気象情報BGM
- 初代 : 2006年4月3日 - 2006年6月9日（ニュースウオッチ9気象情報BGM/作曲：B.E.T. Factor）[18]

テクノ・ギターが特徴の音楽。当初は2年間の使用を想定していたが、視聴者からの「もっと夜らしい音楽にしてほしい」や「テクノの音が気になり解説が頭に入らない」という要望から2カ月で打ち切られた。
- 2代目: 2006年6月12日 - 2011年5月20日（ニュースウオッチ9気象コーナーテーマ/NHKニュースの音楽2010収録/作曲:B.E.T. Factor）

視聴者の要望により再度制作。ピアノとギターが特徴の音楽。この代は視聴者から好評であり、2年目以降も継続され、2008年度と2010年度のリニューアル後も引き続き使用された。番組内では5年1ヵ月と最長記録。
- 3代目 : 2011年5月23日 - 2013年3月（作曲：B.E.T. Factor）

- 4代目 : 2013年4月 - 2015年3月（作曲：B.E.T. Factor）

スローペースの癒しの音楽。歴代と比較すると短めの曲調となっているのが特徴。この代以降、テクノサウンドは使用しなくなった。
- 5代目 : 2015年4月 - 2017年3月（作曲：中村幸代）

ピアノが特徴の音楽。この代から気象情報画面が夜景に切り替わり、気温表示もHDリマスターした上での使用継続となった。
- 6代目 : 2017年4月 - 2020年3月

ギターが特徴の音楽。この代から、右下に補足が表示されるようになる。
- 7代目 : 2020年4月　- 2022年3月

ピアノが特徴の音楽。現在はNHKフィラー番組内にて使用中。
- 8代目 : 2022年4月 - 2023年3月

ギターが特徴の音楽。歴代気象情報BGMと比較するとかなり明るめである。しかし、視聴者からの苦情により1年で打ち切りとなった。
- 9代目 : 2023年4月 - 現在（作曲：中村幸代）

ピアノが特徴のゆったりとした音楽。この代は視聴者の要望で制作された。

### 歴代エンディング曲
- 初代 : 2006年4月 - 2008年3月（ニュースウオッチ9エンディングテーマ2006/作曲：B.E.T. Factor・落合龍也）

テクノとピアノが特徴の音楽。現在はNHKフィラー番組にて使用中。
- 2代目: 2008年4月 - 2010年3月（ニュースウオッチ9エンディングテーマ2008/作曲：落合龍也）

ピアノが特徴の音楽。現在はNHKフィーラー番組にて使用中。
- 3代目 : 2010年4月 - 2011年5月20日（ニュースウオッチ9エンディングテーマ2010/NHKニュースの音楽2010収録/作曲：B.E.T. Factor）

大規模リニューアルが行われ、番組内で初めてオープニングテーマが作曲されたと同時にエンディングテーマを刷新。歴代と比較すると、短期間の使用であった。
- 4代目 : 2011年5月23日 - 2013年3月（作曲：B.E.T. Factor）

- 5代目 : 2013年4月 - 2015年3月（作曲：B.E.T. Factor）

- 6代目 : 2015年4月 - 2017年4月（作曲：中村幸代）

- 7代目 : 2017年4月 - 2020年3月

- 8代目 : 2020年4月 - 2022年3月

- 9代目 : 2022年4月 - 2023年3月

- 10代目 : 2023年4月 - 現在（作曲：中村幸代）

## 批判
- 2017年4月3日、航空自衛隊の緊急発進急増に関する特集の中で、日本の国旗を中華人民共和国の国旗の真下に表示した。このように独立国の国旗を上下に位置させたことについて、外務副大臣の岸信夫は「下の国旗は下位、服従、敵への降参などを意味し、外交儀礼上、適切ではなく、あってはならない」と持論を展開した。また、自民党所属の参議院議員・有村治子は「NHKはどこの国の公共放送か」と主張した。一方、NHK広報部は産経新聞の取材に対し「上空を飛行する中国機に対し、スクランブルをかける自衛隊機のイメージをわかりやすく示すため、両国の国旗と機体の画像を使って放送した。国の上下関係を示す意図はなかった」と説明した[21]。
- 『月刊Hanada』は、2018年8月3日の放送で杉田水脈の『新潮45』への寄稿について報じた際に「あさはかとも言える言葉に、反発や嫌悪感を...」（桑子真帆）、「人一人の価値を数字で測るような考え方、受け入れることはできません」（有馬）とのコメントがなされたとし、「杉田の文章には"人間の価値"という前提が見当たらないとして、”人間の価値は子供を作るという生産性にある”とする結論を導いたのは、論理の飛躍（leap in logic）であり、”あさはか”は価値判断にあたる」との持論を掲載した[22]。
- 2023年5月15日、同日放送のエンディングにおいて、「新型コロナ5類移行1週間・戻りつつある日常」と題して、新型コロナウイルスのワクチン接種後に死亡した遺族3人にインタビューした1分間のVTRを放映し、番組公式Twitterでも配信した。しかし、該当VTRでは死因がワクチン接種によるものでは無く、新型コロナウイルスに感染したことにより死亡したと印象づける内容になっていたとして、インタビュー取材に協力したNPO団体がNHKに抗議。NHKは同月16日にTwitterやNHKプラスで配信していたVTRを削除すると共に番組公式サイトや同日放送のエンディングで謝罪[23][24][25][26]。NHK会長の稲葉延雄も同月24日の定例記者会見にて「放送は適切ではなかった」として、陳謝した[27][28]。放送倫理・番組向上機構（BPO）の放送倫理検証委員会は本件について審議入りすることを同年6月9日に発表[29][30]。同年12月5日、BPOの放送倫理検証委員会は意見書を公表し、その中で「『人の死』を巡る情報を扱う判断の軽さ」があったとして、本事案を放送倫理違反と認定した[31]。

## 備考
- 偶然ではあるが、女性メインキャスターは2014年度まで中国地方出身者が務めていた。初代の伊東が山口県、2代目の青山が広島県、3代目の井上が岡山県の出身[注 28]。
- 番組開始時からNHK、民放を通じてニュース番組では初めてスポーツコーナーが気象情報（天気予報）より後に伝えている。これは、プロ野球のナイターが出来る限り試合終了時点の結果を伝えるための配慮である（これは、『サタデーウオッチ9』も同様）。また開始当初から気象情報では天気を紹介する画面を中心に左側に気象予報士、右側に主に女性アナウンサーに立つスタイルを取っている。（以前は気象予報士と女性アナウンサーの立ち位置が逆だった）その後スポーツコーナーでも2022年4月から同様のスタイル（立ち位置左側がスポーツ担当のアナウンサー）を取っている。
- 2011年3月11日から4月22日までは東日本大震災発生に伴い連日放送時間を延長した他、3月12日から4月2日までは土曜日にも臨時に当番組を放送した。
- 海外向けのNHKワールドでも同時放送されているが、2006 FIFAワールドカップ期間中は放送権の都合により競技映像の放送が禁じられているためこの部分をカットした上で日本国内より2時間遅れとなっていた。2010年の大会期間中は日本が出場する試合の当日と翌日のみ1時間遅れの時差放送となるほかは通常通り国内同時放送となる。また、2008年の北京オリンピック期間中は国内放送・国際放送を問わず番組自体が休止された。
- 2012年ロンドンオリンピック期間中は8月9日のみ休止するほかは通常通りの時間で放送（NHKワールド・プレミアムでは22:00 - 22:30の時差放送）されるが、7月31日、8月1日・3日・6日は総合テレビでは21:45に短縮（NHKワールド・プレミアムでは22:00 - 22:25に時差放送）され、8月7日は20:50に開始時刻を繰り上げ、2006年4月の番組開始以来初めての開始時刻繰上げとなった。NHKワールド・プレミアムの時差放送向け独自のオープニングでは上空から撮影した東京スカイツリーの夜景の映像が使用された。
- 2013年9月26日は途中で東北楽天イーグルスの初優勝の瞬間を西武ライオンズ球場から差し込んだ[注 29]。
- 2014年3月14日は翌日のダイヤ改正で廃止になるあけぼのの上野駅の下り出発式と秋田駅の上り最後の発車を二元中継した。
- NHKワールドTVは完全英語放送化による大規模な番組改編により2009年1月30日で放送を打ち切り、NHKワールド・プレミアムで引き続きノンスクランブル放送されている。
- 2015年頃まで、小澤征爾が頻繁に取り上げられていた。本人が出演したこともある[注 30]。
- 熊本地震の最初の前震を速報したのがこの番組であった[32]。
- 2021年8月24日から9月3日まで、東京パラリンピック中継の関係で、マルチ編成実施の上、メインチャンネルで21時から21時30分の短縮放送となる[注 31]。ただし、25日は、27日からの『緊急事態宣言』の8道県への拡大による菅義偉内閣総理大臣の記者会見を生中継した為、22:20まで拡大した。
- 2022年4月4日からはNHKワールド JAPANのホームページ上において本番組の同時配信を開始した[33]。なお、日本国内からのインターネット視聴は既に類似サービスであるNHKプラスが行われていることや受信料制度との整合性の観点から配信対象外となっており、不可能である[34]。
- 2022年10月14日放送分は期間中にNHK大阪放送局（大阪局）にて行われているキャンペーン「めっちゃ関西 秋の1ch（いっちゃん）感謝祭」の一環として、本番組を大阪局にて制作し、メインキャスターの山内と田中、そして当時同放送局に所属していた武田真一と共に全国に向けて生放送を行った[35][36]。本番組を大阪から放送するのは今回が初めてであった[36]。なお、スポーツコーナーは豊島のみ東京のスタジオから出演した。
- 2024年1月9日から6月28日までは、『令和6年能登半島地震関連情報』として（1月12日からは『総合テレビ（石川県内）同時放送』）、BS103チャンネル（旧：BSプレミアム）でも放送（事実上のサイマル放送）[37][38][39][40]。
- 2025年1月13日に宮崎県で震度5弱の地震では、ニュースウオッチ9中に報道された。（宮崎の地震について：日向灘で最大震度5弱を観測し、津波注意報が発表され、南海トラフ臨時情報が発表された。）